# Torcida (Bresh)
Torcida è un singolo del cantautore italiano Bresh, pubblicato il 10 maggio 2024 come terzo estratto dal terzo album in studio Mediterraneo.

## Descrizione
Il brano, scritto e composto dallo stesso cantautore, è prodotto da Stefano Tognini, in arte Zef.

## Video musicale
Il video musicale, diretto da Simone Mariano e girato in Brasile, è stato pubblicato il 14 maggio 2024 attraverso il canale YouTube del cantautore.

## Tracce
Testi e musiche di Andrea Brasi.
1. Torcida – 2:54

## Classifiche

### Classifiche settimanali
| Classifica (2024) | Posizione massima |
| ----------------- | ----------------- |
| Italia            | 9                 |

### Classifiche di fine anno
| Classifica (2024) | Posizione |
| ----------------- | --------- |
| Italia            | 59        |